# Muscicapa
Genre
Muscicapa est un genre de passereaux de la famille des Muscicapidae.

## Liste des espèces
D'après la classification de référence (version 14.1 2024) du Congrès ornithologique international (ordre phylogénique) :
- Muscicapa griseisticta – Gobemouche à taches grises
- Muscicapa sibirica – Gobemouche de Sibérie
- Muscicapa ferruginea – Gobemouche ferrugineux
- Muscicapa muttui – Gobemouche muttui
- Muscicapa randi – Gobemouche à poitrine grise
- Muscicapa segregata – Gobemouche de Sumba
- Muscicapa dauurica – Gobemouche brun
- Muscicapa williamsoni – Gobemouche de Williamson
- Muscicapa sodhii – Gobemouche des Célèbes
- Muscicapa sethsmithi – Gobemouche à pattes jaunes
- Muscicapa epulata – Gobemouche cendré
- Muscicapa adusta – Gobemouche sombre
- Muscicapa striata – Gobemouche gris
- Muscicapa tyrrhenica – Gobemouche tyrrhénien
- Muscicapa gambagae – Gobemouche de Gambaga
- Muscicapa cassini – Gobemouche de Cassin
- Muscicapa aquatica – Gobemouche des marais

Le Gobemouche à queue rousse (Ficedula ruficauda) est placé dans le genre Muscicapa jusqu'à ce que des études phylogénétiques publiées en 2016 justifient son placement séparé : d'abord déplacé vers un genre propre, il est finalement placé dans le genre Ficedula,.